# Карандеева, Мария Виссарионовна
Мария Виссарионовна Карандеева (29 марта 1912 года, Москва — 17 октября 1983 года, там же) — советский географ-геоморфолог, доктор географических наук, профессор.

## Биография
Мария Вассарионовна Карандеева — дочь Виссариона Виссарионовича Карандеева (1878—1916), коллеги и друга В. И. Вернадского.
В 1933 году окончила почвенно-географический факультет МГУ.
После окончания там же аспирантуры в 1938 году защитила кандидатскую диссертацию на тему: «К вопросу развития долины Верхней Волги». С того же года и до конца жизни работала в МГУ.
С 1942 — доцент.
В 1942—1948 — зам. декана географического факультета МГУ, во время эвакуации 1942—1943 (г. Ашхабад, г. Свердловск) исполняла обязанности декана.
С 1948 года участвовала в комплексных географических исследованиях Прикаспийской низменности.
С 1957 — доктор географических наук; тема диссертации: «Геоморфология Европейской части СССР».
С 1959 — профессор кафедры геоморфологии географического факультета МГУ.

## Научная деятельность
Читала лекции по общей и региональной геоморфологии, по геоморфологии Европейской части СССР.
Область научных интересов: общая и региональная геоморфология, геоморфология Европейской части СССР, геоморфологическое картирование.

### Основные труды
- Карандеева М. В. Геоморфология Европейской части СССР: Учебное пособие / Моск. гос. ун-т им. М. В. Ломоносова. — М.: Изд-во Моск. ун-та, 1957. — 314 с.
- Карандеева М. В., Николаев В. А., Рычагов Г. И. Геоморфология западной части Прикаспийской низменности. — М.: Изд-во Моск. ун-та, 1958. — 240 с. — (Труды Прикаспийской экспедиции).
- Карандеева М. В. О зональности геоморфологических ландшафтов Русской равнины / Акад. наук СССР. Отд-ние геол.-геогр. наук. Геоморфол. комиссия. — М., 1959. — 22 с. — (Материалы Второго геоморфологического совещания).
- Геоморфологическая карта Европейской части СССР и Кавказа / Сост. кафедрой геоморфологии МГУ им. М. В. Ломоносова; ред. М. В. Карандеева. — М.: Всесоюз. аэрогеол. трест, 1970. — 1 к. (4 л.) : цв.; 71х82 см.

## Награды и премии
Награждена медалями:
- «За оборону Москвы» (1944)
- «За доблестный труд в Великой Отечественной войне 1941—1945 гг.» (1945)
- «За трудовую доблесть» (1953)
- «Ветеран труда» (1977)
- Лауреат премии МГУ им. М. В. Ломоносова (1951), в составе авторского коллектива за научный труд «Природа и сельское хозяйство Западного Прикаспия».